# Эгген, Нильс Арне
Нильс А́рне Э́гген (норв. Nils Arne Eggen; 17 сентября 1941, Оркдал, Сёр-Трёнделаг — 19 января 2022, Оркдал, Трёнделаг) — норвежский футболист, тренер. Выступал на позиции защитника.

## Биография
За свою 9-летнюю карьеру футболиста выступал за норвежские клубы «Русенборг» и «Волеренга». В составе национальной сборной Норвегии провёл 29 матчей.
Тренерская карьера Эггена началась в 1971 году в его последнем «игровом» клубе — «Русенборге». Спустя два года Нильс Арне стал наставником молодёжной сборной Норвегии. Затем специалист тренировал клубы «Мосс» и «Оркдал», был наставником сборной Норвегии и олимпийской сборной Норвегии.
В 2003 году был награждён орденом Святого Олафа.
С мая 2010 до 2011 года Эгген был главным тренером «Русенборга», придя на этот пост уже в 7 раз в своей карьере.
Последние годы имел проблемы со здоровьем. В 2015 году Эггену пересадили почку, в 2018 году — ампутировали правую ногу, в 2019 году — левую. Кроме того, он пережил смерть жены и самоубийство сына Кнута.

## Статистика

### Матчи Эггена за сборную Норвегии
| Матчи Эггена за сборную Норвегии | Матчи Эггена за сборную Норвегии | Матчи Эггена за сборную Норвегии | Матчи Эггена за сборную Норвегии | Матчи Эггена за сборную Норвегии | Матчи Эггена за сборную Норвегии                                  |
| -------------------------------- | -------------------------------- | -------------------------------- | -------------------------------- | -------------------------------- | ----------------------------------------------------------------- |
| №                                | Дата                             | Соперник                         | Счёт                             | Голы Эггена                      | Соревнование                                                      |
| 1                                | 14 августа 1963                  | Швеция                           | 0:0                              | —                                | Чемпионат Северной Европы 1960—1963                               |
| 2                                | 4 сентября 1963                  | Польша                           | 0:9                              | —                                | Товарищеский матч                                                 |
| 3                                | 15 сентября 1963                 | Дания                            | 0:4                              | —                                | Чемпионат Северной Европы 1960—1963                               |
| 4                                | 3 ноября 1963                    | Швейцария                        | 2:0                              | —                                | Товарищеский матч                                                 |
| 5                                | 16 июня 1965                     | Югославия                        | 3:0                              | —                                | Чемпионат мира 1966 (отбор)                                       |
| 6                                | 8 августа 1965                   | Финляндия                        | 0:4                              | —                                | Чемпионат Северной Европы 1964—1967                               |
| 7                                | 1 июня 1967                      | Финляндия                        | 2:0                              | —                                | Чемпионат Северной Европы 1964—1967                               |
| 8                                | 8 июня 1967                      | Португалия                       | 1:2                              | —                                | Чемпионат Европы 1968 (отбор)                                     |
| 9                                | 29 июня 1967                     | Болгария                         | 0:0                              | —                                | Чемпионат Европы 1968 (отбор)                                     |
| 10                               | 3 сентября 1967                  | Швеция                           | 3:1                              | —                                | Чемпионат Европы 1968 (отбор)                                     |
| 11                               | 24 сентября 1967                 | Дания                            | 0:5                              | —                                | Чемпионат Северной Европы 1964—1967                               |
| 12                               | 5 ноября 1967                    | Швеция                           | 2:5                              | —                                | Чемпионат Европы 1968 (отбор) Чемпионат Северной Европы 1964—1967 |
| 13                               | 12 ноября 1967                   | Португалия                       | 1:2                              | —                                | Чемпионат Европы 1968 (отбор)                                     |
| 14                               | 9 июня 1968                      | Польша                           | 1:6                              | —                                | Товарищеский матч                                                 |
| 15                               | 23 июня 1968                     | Дания                            | 1:5                              | —                                | Чемпионат Северной Европы 1968—1971                               |
| 16                               | 18 июля 1968                     | Исландия                         | 4:0                              | —                                | Товарищеский матч                                                 |
| 17                               | 18 августа 1968                  | Финляндия                        | 4:1                              | —                                | Чемпионат Северной Европы 1968—1971                               |
| 18                               | 15 сентября 1968                 | Швеция                           | 1:1                              | —                                | Чемпионат Северной Европы 1968—1971                               |
| 19                               | 9 октября 1968                   | Швеция                           | 0:5                              | —                                | Чемпионат мира 1970 (отбор)                                       |
| 20                               | 6 ноября 1968                    | Франция                          | 1:0                              | —                                | Чемпионат мира 1970 (отбор)                                       |
| 21                               | 8 мая 1969                       | Мексика                          | 0:2                              | —                                | Товарищеский матч                                                 |
| 22                               | 1 июня 1969                      | Швеция                           | 2:4                              | —                                | Чемпионат Северной Европы 1968—1971                               |
| 23                               | 19 июня 1969                     | Швеция                           | 2:5                              | —                                | Чемпионат мира 1970 (отбор)                                       |
| 24                               | 3 июля 1969                      | Бермуды                          | 3:0                              | —                                | Товарищеский матч                                                 |
| 25                               | 21 июля 1969                     | Исландия                         | 2:1                              | —                                | Товарищеский матч                                                 |
| 26                               | 10 сентября 1969                 | Франция                          | 1:3                              | —                                | Чемпионат мира 1970 (отбор)                                       |
| 27                               | 21 сентября 1969                 | Дания                            | 2:0                              | —                                | Чемпионат Северной Европы 1968—1971                               |
| 28                               | 11 ноября 1969                   | Мексика                          | 0:4                              | —                                | Товарищеский матч                                                 |
| 29                               | 13 ноября 1969                   | Гватемала                        | 3:1                              | —                                | Товарищеский матч                                                 |

Итого: 29 матчей / 0 голов; 11 побед, 3 ничьи, 15 поражений.

## Достижения
- Чемпион Норвегии (15): 1971, 1987, 1988, 1990, 1992, 1993, 1994, 1995, 1996, 1997, 1999, 2000, 2001, 2002, 2010
- Обладатель Кубка Норвегии (6): 1971, 1988, 1990, 1992, 1995, 1999
- Обладатель Суперкубка Норвегии: 2010